# 容永恩
容永恩，OMP（IONG Weng Ian，1956年11月—），核數師。澳門特別行政區立法會第一至三屆議員，澳門婦女聯合會副會長。1999年由於澳門立法會議員陳繼杰放棄過渡到新議會，而由特區籌委會補選，以71票進入議會。2005年立法會選舉中，以「群力促進會」第二候選人身分參選，僅以一百多票之微擊敗民主新澳門第三候選人陳偉智連任。
2009年放棄連任。2012年12月17日，當選為第十二屆澳門特區全國人大代表。2018年2月24日，当选为第十三届全国人大代表。